# 53-65
«53-65» — 533-мм радянська протикорабельна парогазова перекисно-воднева торпеда. Прийнята на озброєння у 1965 році. Станом на 2022 рік залишається на озброєнні ВМФ Росії в модифікації 53-65К.

## Розробка
Розроблено співробітниками ОКБ Машинобудівного заводу ім. С. М. Кірова (Казахська РСР, Алма-Ата) — флагмана Радянського торпедобудування (до кінця 1980-х років виробляли 18 різновидів теплових торпед, проходили відпрацювання 650-мм боєприпаси та «Шквал»). Після розвалу Радянського Союзу документацію передано на «Завод Двігатєль» (концерн «Морскоє подводноє оружиє — Гідропрібор»).

## Опис
Енергосилова установка має дві камери згоряння. Швидкість ходу могла змінюватися від 68,5 вузлів при дальності ходу 12 км і до 44 вузлів при дальності ходу 22 км.
Система наведення — акустична активна за кільватерним слідом корабля-цілі з вертикальним локуванням. Підривач — електромагнітний неконтактний.
У 1969 році торпеда була модернізована для підвищення експлуатаційної надійності енергосилової установки (шифр 53-65М). Із 1969 року випускалася також модифікація 53-65К, сконструйована з ініціативи КБ торпедного заводу ім. С. М. Кірова і відрізнялася від 53-65 установкою однорежимного кисневого двигуна та застосуванням відпрацьованих рішень від торпед 53-56, 53-57, 53-58, 53-56ВА та 53-61. Торпеда 53-65К за тактико-технічними параметрами зрівнялася з 53-65М, а за експлуатаційними характеристиками перевершила її. Саме простота конструкції за належних характеристик забезпечили невибагливість і низьку вартість торпед 53-65К, зробивши її однією з наймасовіших торпед ВМФ СРСР: до початку 1980-х років становила половину торпедного боєкомплекту ВМФ СРСР, а потім — РФ. Дослідна партія за лічені місяці завоювала популярність у всіх флотах Союзу через простоту експлуатації та невибагливість. Постачалася до інших держав (Індія, Куба, Болгарія тощо) як 53-65КЭ.
Торпеда 53-65К модернізації 2011 року перебуває на озброєнні ВМФ РФ.